# 고고학

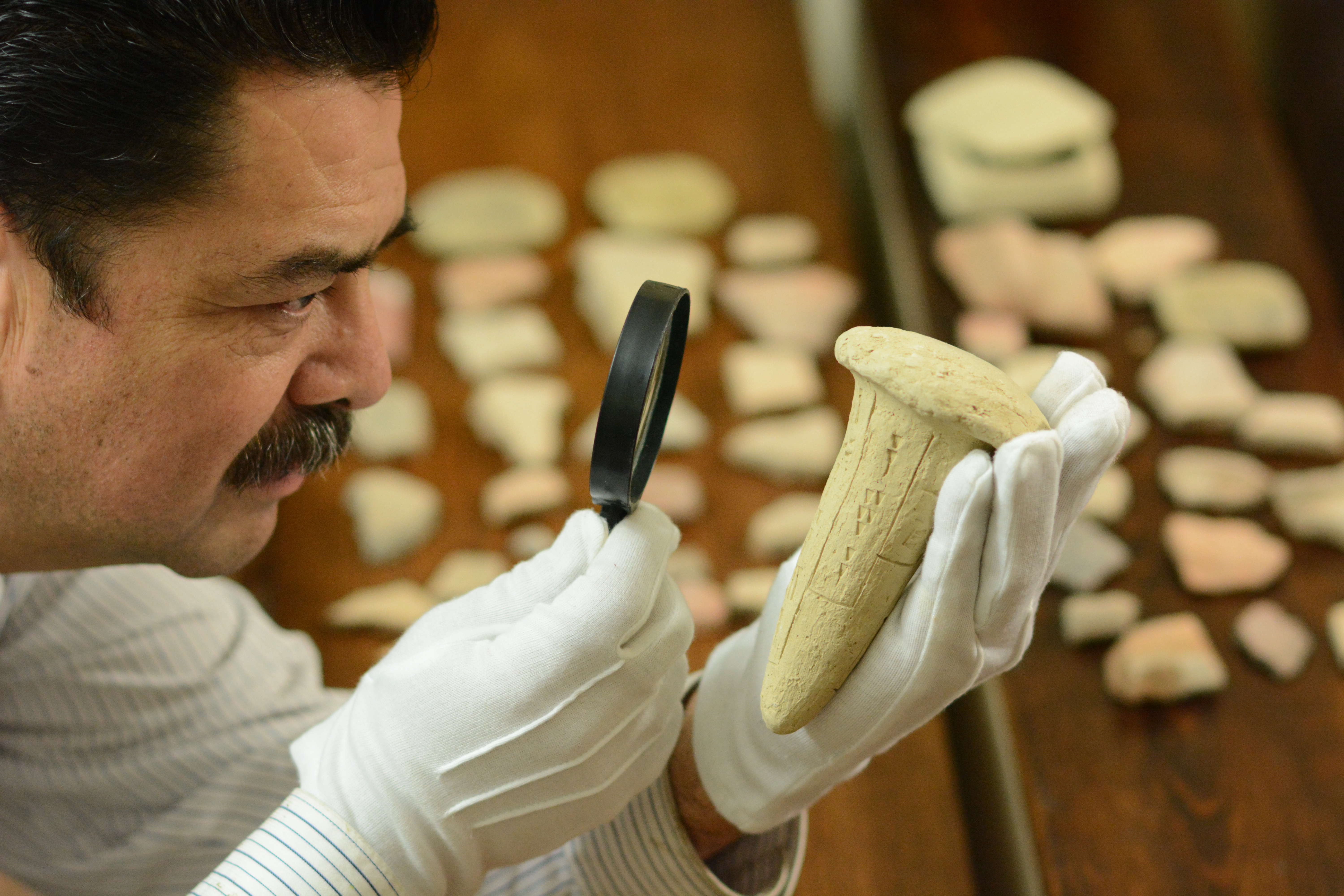

고고학(考古學, archaeology 또는 archeology)은 물질과 동식물, 인류가 지난 시대에 남긴 흔적을 찾아내고 이들의 말없는 역사를 밝히는 학문으로 사회과학의 일종이다.
인도 유럽어 Archeology, Archéologie, Archäologie 등의 여러 낱말은 고대 희랍어의 "아르햐이올로기아" (arxaiologia, arxaios: "오래된, 원천의" logos: "학")에 유래한다."말없는 역사"라는 표현에서 짐작하듯이 고고학은 역사와 매우 밀접하게 관계한다. 물질과 동식물, 인류가 남긴 흔적과 사건을 기록하고 이를 가능한 한 객관으로 해석한 역사 연구의 뜻이 있다면, 고고학은 사라졌거나 쉽게 주변에서 보기 어려운 과거 인류의 흔적을 추적하고 발굴하여 지난 시대 인류의 문화와 문명 이해에 초점을 두므로 역사시대뿐만이 아니라 인류가 살았던 장소 바로 그 곳에서 고고학 연구의 첫 장이 씌인다. 예컨대 신라 문화와 그 시대 생활상을 고고학상으로 밝히려면 신라인이 살았던 대한민국을 탐사하고 그 유적지와 주거지를 문자 그대로 "파헤쳐" 보는 수밖에 없다. 고고학에 내재한 이런 특수한 전제조건으로 말미암아 고고학은 수시로 지방과 문명을 좇아 나름대로 연구 분야를 개척하고 발전시키게 되었다. 즉 고대 희랍과 로마의 고전 고고학, 이집트 고고학(→ 이집트 문명), 기독교 고고학은 고고학 분야 중에서 독립되고 가장 발달된 분야다. 고고학과 관련된 학문으로서는 역사학, 지리학, 지질학, 생물학, 건축학, 음악사학, 미술사학, 인류학을 손꼽는다.
그러나 고고학은 단지 역사의 물증을 발견하는 학문이 아니다. 고고학은 인간의 흔적 뿐만 아니라 물질, 동물과 식물, 지질의 흔적도 다루기 때문이다. 생물고고학, 지질고고학 등이 하위분야에 속하면서 고고학이 역사학, 혹은 인문학에 속하지 않음을 증명한다.

## 고고학의 방법론

### 시대 구분
- 구석기시대
- 중석기시대
- 신석기시대
- 청동기시대
- 철기시대

## 실존의 유명한 고고학자
- 크리스티얀 톰센
- 오스카 몬텔리우스
- 고든 차일드
- 프랑수아 보르도
- 루이스 빈포드

## 고고학의 종류
- 인류 고고학
- 역사고고학
- 지질고고학
- 동물고고학

## 고고학의 사조
- 고전 고고학(민주주의 고고학)
- 문헌 고고학
- 문화사 고고학
- 소비에트 고고학
- 제국주의 고고학
- 과정주의 고고학
- 탈과정주의 고고학
- 후기 과정주의 고고학

## 고고학을 이루는 요소
- 지질학자 라이엘의 지층 누적의 법칙
- 화학자 리비의 방사성 연대 측정법
- 사회과학 유물론 이론

## 같이 보기
- 인류학